# Cantón de Rabastens
El cantón de Rabastens era una división administrativa francesa, que estaba situada en el departamento de Tarn y la región de Mediodía-Pirineos.

## Composición
El cantón estaba formado por seis comunas:
- Coufouleux
- Grazac
- Loupiac
- Mézens
- Rabastens
- Roquemaure

## Supresión del cantón de Rabastens
En aplicación del Decreto n.º 2014-170 de 17 de febrero de 2014, el cantón de Rabastens fue suprimido el 22 de marzo de 2015 y sus 6 comunas pasaron a formar parte; cuatro del nuevo cantón de Viñedos y Bastidas y dos del nuevo cantón de Las Puertas de Tarn.